# Освалд Шпенглер
Освалд Арнолд Готфрид Шпенглер (Бланкенбург, 29. мај 1880 — Минхен, 8. мај 1936) био је немачки историчар и филозоф историје чији су интереси укључивали и математику, науку и уметност. Најпознатији је по својој књизи Пропаст Запада објављеној 1918. и 1922., који покрива историју света. Он је предложио нову теорију по којој је животни век цивилизација ограничен и на крају се оне распадају.
Опширно је писао током Првог светског рата и у међуратном периоду подржавајући притом немачку хегемонију у Европи. Године 1920. Шпенглер је написао Прусијанизам и социјализам, где се залагао за органску, националистичку верзију социјализма и ауторитаризма. Неки нацисти (попут Гебелса) обележили су Шпенглера као свог интелектуалног претходника, па ипак био је изопштен од стране нациста после 1933. због песимистичког става око будућности Немачке и Европе, његовог одбијања да подржи нацистичке идеје о расној супериорности и његовог критичког рада Час одлуке.

## Младост
Освалд Шпенглер је рођен у 1880 у Бланкенбургу (Војводство Брунзвик, Немачко царство) као друго дете Берхарда (1844–1901) и Паулине (1840–1910) Шпенглер. Освалдов старији брат је превремено рођен (у осмом месецу) 1879. године, када је његова мајка покушала да преместити тешку корпу за веш, и умро три недеље после порођаја. Његове млађе сестре биле су Адел (1881—1917), Гертруд (1882—1957), и Хилдегард (1885—1942).
Освалдов деда по очевој линији, Теодор Шпенглер (1806—76), био је металуршки инспектор у Алтенбраку Освалдов отац, Бернхард Шпенглер, обављао је дужност секретара и био је вредан човек са израженом одбојношћу према интелектуалцима, који је покушао да уведе исте вредности и ставове и у свог сина.
Освалд је био лошег здравља, и патио је током свог живота од мигрене и од анксиозног комплекса. У узрасту од десет година, његова породица се преселила у универзитетски град у Халеу. Овде Шпенглер је стекао класично образовање у локалној гимназији (академски оријентисаној средњој школи). Студира грчки, латински, математику и природне науке. Ту, такође, развија своју склоност ка уметности, нарочито поезији, драми, музици, био је под посебним утицајем идеја Гетеа и Ничеа.
Експериментисао је чак са неколико уметничких остварења, од којих нека и даље опстају.
После очеве смрти 1901. Шпенглер је боравио на неколико универзитета (Минхен, Берлин, а Хале) као приватни научник, узимајући курсеве у широком спектру тема. Његове приватне студије биле су неусмерене. У 1903., он није одбранио своју докторску тезу о Хераклиту због недовољних референци, што је ефективно умањило све шансе за академску каријеру. Ипак, године 1904. он је докторирао, а већ 1905. доживео је нервни слом.
Научници запажају да је његов живот био прилично једноличан. Он је кратко радио као наставник у Сорбрукену, а затим у Диселдорфу. Од 1908. до 1911. радио је у гимназији у Хамбургу, где је предавао науку, историју, немачки и математику.
Године 1911, након смрти своје мајке, он се преселио у Минхен, где је живео до своје смрти 1936. Живео је затворено, уз подршку свог скромног наследства. Шпенглер је преживео на врло ограниченим средствима и живео је живот који је био обележен усамљеношћу. Није поседовао ниједну књигу, и узима је послове тутора или је писао за часописе како би зарадио додатни приход.
Кад је започео рад на првом тому Пропаст Запада намеравао је у почетку да се фокусира на Немачку у Европи, али га је Агадирска криза дубоко погодила, тако да је проширио обим своје студије. Шпенглер је био инспирисан радом Ото Сика Пропаст антике у именовању свог дела. Књига је завршена 1914, али је одложено објављивање због избијања светског рата. Због урођеног срчаног проблема, он није био позван на војну службу. Током рата, међутим, његово наслеђе је углавном било бескорисно, јер је у инвестирао у иностранству; тако да је Шпенглер живео у истинском сиромаштву током овог периода.

## Објављивање Пропасти Запада (1918)
Када је књига изашла у лето 1918. постигла је велики успех. Доживљено национално понижење нането Версајским уговором из 1919, а касније економска депресија око 1923. подстакнута хиперинфлацијом, су чињенице које су наизглед говориле у прилог Шпенглеровој замисли. То је донекле утешило Немце јер је наизглед рационализовала њихову пропаст, претварајући је у део већих светско-историјских процеса. Књига је наишла на велики успех и изван Немачке, а од 1919 је преведена и на неколико других језика. Шпенглер је одбацио накнадну понуду да постане професор филозофије на Универзитету у Гетингену, рекавши да му је потребно време да се фокусира на писање.
О књизи се нашироко расправљало, чак и од стране оних који је нису прочитали. Историчари су увредили због аматерског рада од стране необученог аутора и његовог неопростиво не-научног приступа. Томас Ман је упоредио читање Шпенглерове књиге са читањем Шопенхауера по први пут. Док је у Академији наишла на мешовит пријем. Макс Вебер је једном приликом описао Шпенглера као „веома генијалног и образованог дилетанта“, док је Карл Попер описао тезу као „бесмислену“.
Велики историчар антике Едуард Мајер гајио је високо мишљење о Шпенглеру, иако је такође имао и одређене замерке у погледу његовог рада. Шпенглерова тама, интуиционизам, и мистицизам били су лака мета критике, поготово за позитивисте и неокантовце који нису видели никакво велико значење у историји. Критичар и естета гроф Хари Кеслер мислио је о њему као о неоригиналном и прилично ништавном аутору, посебно у вези са његовим мишљењем о Ничеу. Лудвиг Витгенштајн, међутим, дели Шпенглеров културни песимизам. Ипак, Шпенглеров рад је постао важан темељ за теорију социјалног циклуса.

## Утицај
Његова књига била је успешна међу интелектуалцима широм света, јер је предвидео распад европске и америчке цивилизације после насилног „доба цезаризма“, наводећи детаљне аналогије са другим цивилизацијама. Продубио је међуратни песимизам у Европи. Немачки филозоф Ернст Касирер је објаснио да је на крају Првог светског рата, сам Шпенглеров наслов био довољан да распали машту: „У овом тренутку многи, ако не и већина. нас, схвата да је нешто труло у држави нашој високо цењене западне цивилизације. Шпенглерова књига изразила је на оштар и проницљив начин ту уопштену нелагодност. Нортроп Фрај тврди да док је сваки елемент Шпенглерове тезе побијен барем десетак пута, то је „једна од највећих светских романтичних поезија“ и њене водеће идеје су „толико део нашег менталног склопа данас попут електрона или диносауруса, и у том смислу смо сви Шпенглеријанци.
Шпенглерова песимистичка предвиђања о неминовном паду Запада инспирисала су рад интелектуалаца Трећег света, почев од Кине и Кореје и Чилеа, жељних да идентификују пад западног империјализма. У Британији и Америци, међутим, Шпенглеровом песимизму је узвратио оптимизам Арнолд Тојнби у Лондону који је написао светску историју у 1940 са већим акцентом на религију.

## Последице
Преглед другог тома Пропасти запада 1928. у Time часопису приказао је утицај и контроверзе које су Шпенглерове идеје оствариле током 1920: „Када се први том Пропасти Запада појавио у Немачкој пре неколико година, на хиљаде примерака је продато. Култивисани европски дискурс брзо је постао засићен Шпенглером- а Шпенглеризам је потекао из пера небројених ученика. Било је императив прочитати Шпенглер, са саосећањем или побуном... и даље је тако.
У другом тому, објављеном 1922, Шпенглер тврди да се немачки социјализам разликовао од марксизма, и био је, у ствари, компатибилан са традиционалним немачким конзервативизмом. У 1924 години, након друштвено-економског преокрета и инфлације, Шпенглер је ушао у политику, у покушају да доведе Рајхсвер генерала на власт као лидера земље. Покушај није успео и Шпенглер се показао неефикасним у домену практичне политике.
У 1931, он је објавио Човек и Техника, који је упозорио на опасност од технологије и индустријализације по културу. Он је посебно указао на тенденцију да се западна технологија шири међу непријатељским „обојеним расама“ које би затим могле да искористе оружје против Запада.. Књига је наишла на лош пријем због свог анти-индустријализацијског става [цитат потребан] Ова књига садржи познату Шпенглерову изјаву „Оптимизам је кукавичлук“.
Упркос гласању за Хитлера уместо за Хинденбурга 1932, Шпенглер је сматрао да је Фирер вулгаран. Он се састао са Хитлером 1933. године, а након дуже расправе остао је импресиониран, рекавши да Немачкој није потребан „херојски тенор“ већ „прави херој". Јавно се посвађао са Алфредом Розенбергом, а његов песимизам и примедбе о Фиреру резултовале су његовом изолацијом и јавном тишином. Он је даље одбацио понуде Јозефа Гебелса да држи јавне говоре. Па ипак, Шпенглер је постао члан Немачке академије у току године.
Час одлуке, када је објављен 1934, био је бестселер, али су га нацисти касније забранили због свих критика национал-социјализма које је садржао. Шпенглерова критика либерализма је са друге стране поздрављена од стране нациста, али се Шпенглер није сложио са њиховом биолошким идеологијом и антисемитизмом. Док је расне мистицизам играо кључну улогу у његовом погледу на свет, Шпенглер је увек био отворени критичар псеудо-научних расних теорија исповеданих од стране нациста и многих других у његово време, и није био склон да промени своје погледе у вези са Хитлеровим успоном на власт.
Књига је такође упозоравала на предстојећи светски рат у коме Западна цивилизација ризикује да буде уништена. Тајм магазин је оценио да је делом Час Одлуке стекао међународну популарност као полемичар, препоручује књигу „читаоцима који уживају енергично писање“, којима „ће бити драго да се очешу на погрешан начин од стране његових оштрих афоризама“ и његових песимистичних предвиђања.
У својим приватним радовима, Шпенглер је осудио нацистички антисемитизам у још јачем смислу, пишући „колико пуно завист због способност других људи наспрам личних недостатка лежи сакривена у антисемитизму!"

## Последње године живота
Шпенглер провео своје последње године у Минхену, слушајући Бетовена, читајући Молијерa и Шекспира, купујући неколико хиљада књига, и прикупљајући древне турско, персијско и хиндуистичко оружје. Он је правио повремене излете у Харц планине, и Италију. У пролеће 1936 (непосредно пред смрт), он је готово пророчки приметио у писму Рајхслајтеру, Хансу Франку да „у наредних десет година, немачки Рајх вероватно више неће постојати“. Умро је од срчаног удара 8. маја 1936 у Минхену, три недеље пре свог 56-ог. рођендана и тачно девет година пре пада Трећег рајха.

## Интелектуални утицај
Када је Малколм Каули 1938. испитао водеће америчке интелектуалце која од не-фикционалних књига им је донела највеће узбуђење, Шпенглер се нашао на петом место одмах иза Торстен Веблена, Чарлса Бирда, Џона Дјуија и Зигмунда Фројда. Поделио је позицију са Алфредом Нортом Вајтхедом а нашао се испред Лењина
- Многи Немци и Аустријанци били су инспирисани радом Шпенглера укључујући сликара Оскара Кокошку, диригента Вилхелм Фуртванглер, и режисера Фрица Ланга.

Међу осталима Шпенглер је утицао и на два гиганта европске филозофије Мартина Хајдегера и Лудвига Витгенштајна.
- Међу британским ауторима утицао је на Херберта Џорџа Велса,[19] као и романописца Малкома Ловрија.
- Амерички аутори који су били под утицајем Шпенглера укључују Ернеста Хемингвеја, Вила Катера,[20] Хенрија Милера,[21] и Ф. Скот Фицџералда,[22] који је једном себе назвао „америчким Шпенглеријанцем“. *Осим тога, комунална читања Пропасти Запада оставила су велики утицај на осниваче Бит генерације. Шпенглерова визија цикличне природе цивилизације и савремености краја европског циклуса Западне цивилизације водила је Вилијамс С. Бороуса, Џека Керуака и Алена Гинсберга у потрагу за семеном наредног циклуса у заједницама чију су део били.[23]
- За разлику од овог дела света у У Латинској Америци, интелектуалце и писце је посебно привукао Шпенглеров аргумент, који је подразумевао да је Европа била у терминалном паду.[24]‍:63

Постоје индиције да се поново распламсао интересовање за Шпенглера
- Шпенглеров песимизам није прошао некажњено. У издању Илустроване лондонске новости од 10. јула 1920. године Г. К. Честертон је полемисао о песимистима (не помињући Шпенглера по имену) и њиховим оптимистичним критичарима, тврдећи да ни једни ни други нису узели у обзир људску слободу избора: „Песимисти верују да је космос сат који је покренут и не може се зауставити; напредњаци верују да је он сат који они сами навијају. Али ја верујем да је свет оно што смо изабрали да од њега направимо, и да смо ми оно што смо изабрали да од себе направимо; и да ће наш препород или наша пропаст подједнако, на крају и једнако, сведочити са трубом, нашој слободи.[28]